# Irene Hueche Meliqueo
Irene Hueche Meliqueo (Antonio Hueche, julio de 1946-Padre de las Casas, mayo de 2011) fue una activista social, emprendedora mapuche y pionera en el desarrollo del etnoturismo en La Araucanía.

## Biografía
Antes de entrar al colegio ya trabajaba en el hilado y ayudaba a su madre en el cuidado de los animales y de sus hermanos menores. Entró a la escuela a la edad de 10 años, no obstante sufrió humillación y discriminación. Cursó hasta tercero básico y después se dedicó a tareas del hogar. En 1963 se mudó a Santiago.
Desde 1982 comenzó a reunirse con mujeres no mapuches para trabajar en poblaciones de Temuco en cuestiones de política. Estuvo en la creación de la «Casa de la mujer mapuche» en donde trabajaban hilados y se enseñaba el tejido a telar y la comercialización. Hizo oposición con un grupo de mujeres ante la dictadura militar chilena, crearon la Asociación de Mujeres Mapuche Ñimin Rayen (Flor Tejida).
Irene posteriormente incursionó en el desarrollo del etnoturismo creando el conocido Centro Turístico Weche Ruka, siendo uno de los principales atractivos turísticos de Padre de las Casas. El centro contó con el respaldo de seis familias pertenecientes a la comunidad Juan Antonio Hueche.